# قمح طوراني

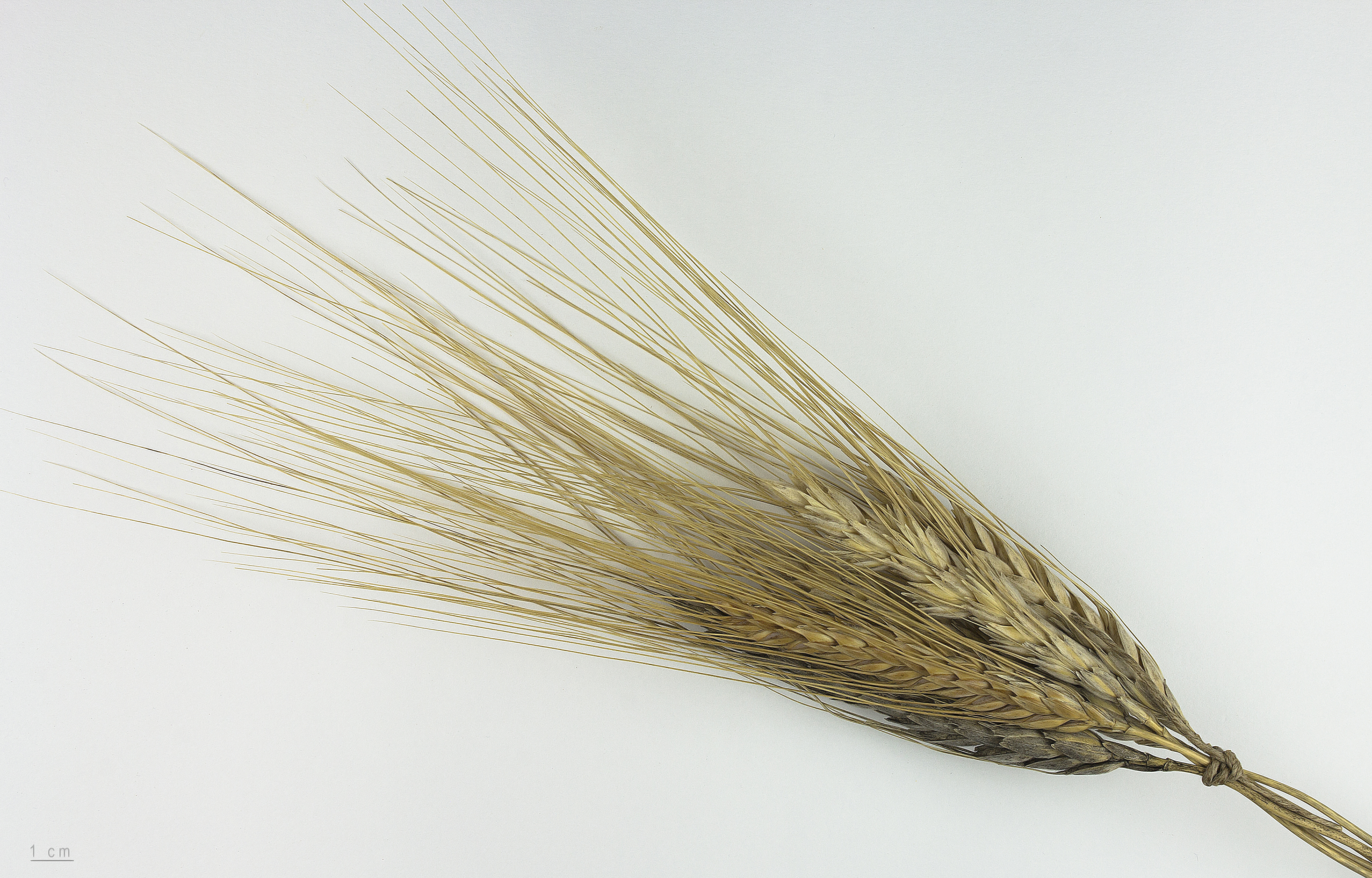
Triticum turgidum subsp. turanicum

القمح الطوراني أو قمح خراسان نوع نباتي يتبع جنس القمح من الفصيلة النجيلية.
حبوبه أكبر من حبوب القمح الشائع.
يستخدم القمح الطوراني لإنتاج الطحين.

## مرادفات للاسم العلمي[1]
- (باللاتينية: Gigachilon polonicum subsp. turanicum (Jakubz.) Á.Löve)
- (باللاتينية: Triticum durum subsp. turanicum (Jakubz.) L.B.Cai)
- (باللاتينية: Triticum orientale Percival [Illegitimate])
- (باللاتينية: Triticum percivalianum Parodi)
- (باللاتينية: Triticum percivalii E.Schiem.)
- (باللاتينية: Triticum turanicum var. quasinotabile Udachin & Potokina)
- (باللاتينية: Triticum turgidum subsp. turanicum (Jakubz.) Á.Löve)
- (باللاتينية: Triticum turgidum subsp. turanicum (Jakubz.) Á. Löve & D. Löve)